# 行动语言
在计算机科学中，行动（action）语言是用来规定状态变迁系统的语言，通常用于建立世上的各种行动的效果的形式模型。行动语言经常用于人工智能和机器人领域，在这里它们描述行动如何影响系统的时变状态，并可用于自动规划。
行动语言可归入两大类：行动描述语言和行动查询语言。前者的例子包括STRIPS、 PDDL、行动语言A、语言B和语言C。还有行动查询语言P、Q和R。存在一些不同的算法来转换行动语言，特别是将行动语言C转换成回答集程序。因为现代回答集求解器利用了布尔SAT算法来快速的查明可满足性，这意味着行动语言也可以受用它。

## 引用
1. ↑  Michael Gelfond, Vladimir Lifschitz (1998) "Action Languages （页面存档备份，存于）", Linköping Electronic Articles in Computer and Information Science, vol 3, nr 16.
2. ↑  Vladimir Lifschitz and Hudson Turner, (1998) "Representing Transition Systems by Logic Programs （页面存档备份，存于）".
3. ↑  Gebser, Martin; Grote, Torsten; Schaub, Torsten. . 2010.